# Johannes Kneyl
Johannes Kneyl († 11. April 1716 in Itzehoe) war ein dänischer Generalleutnant.

## Leben

### Herkunft und Familie
Kneyl war deutscher Herkunft und starb als Witwer. Weiteres ist zu seinen Familienverhältnissen nicht bekannt.

### Laufbahn
Kneyl trat 1691 in dänische Militärdienste und wurde Regimentsquartiermeister im von Carl Rudolf von Württemberg befehligten Reiter-Regiment. 1697 hatte er den Charakter eines Rittmeisters. Bei Stationen in unterschiedlichen Regimentern avancierte er 1699 zum Generaladjutant und 1701 zum Oberst. Er nahm aktiv am Spanischen Erbfolgekrieg teil.
Kneyl übernahm am 13. Februar 1714 als Chef das Kavallerie-Regiment Baudissin. Im gleichen Jahr erhielt er seine Beförderung zum Generalmajor.
Kneyl nahm 1715 während des Pommernfeldzugs im Großen Nordischen Krieg an der Belagerung von Stralsund teil, starb aber während der Kampagne im Winterquartier in Itzehoe.